# Anbyŏn

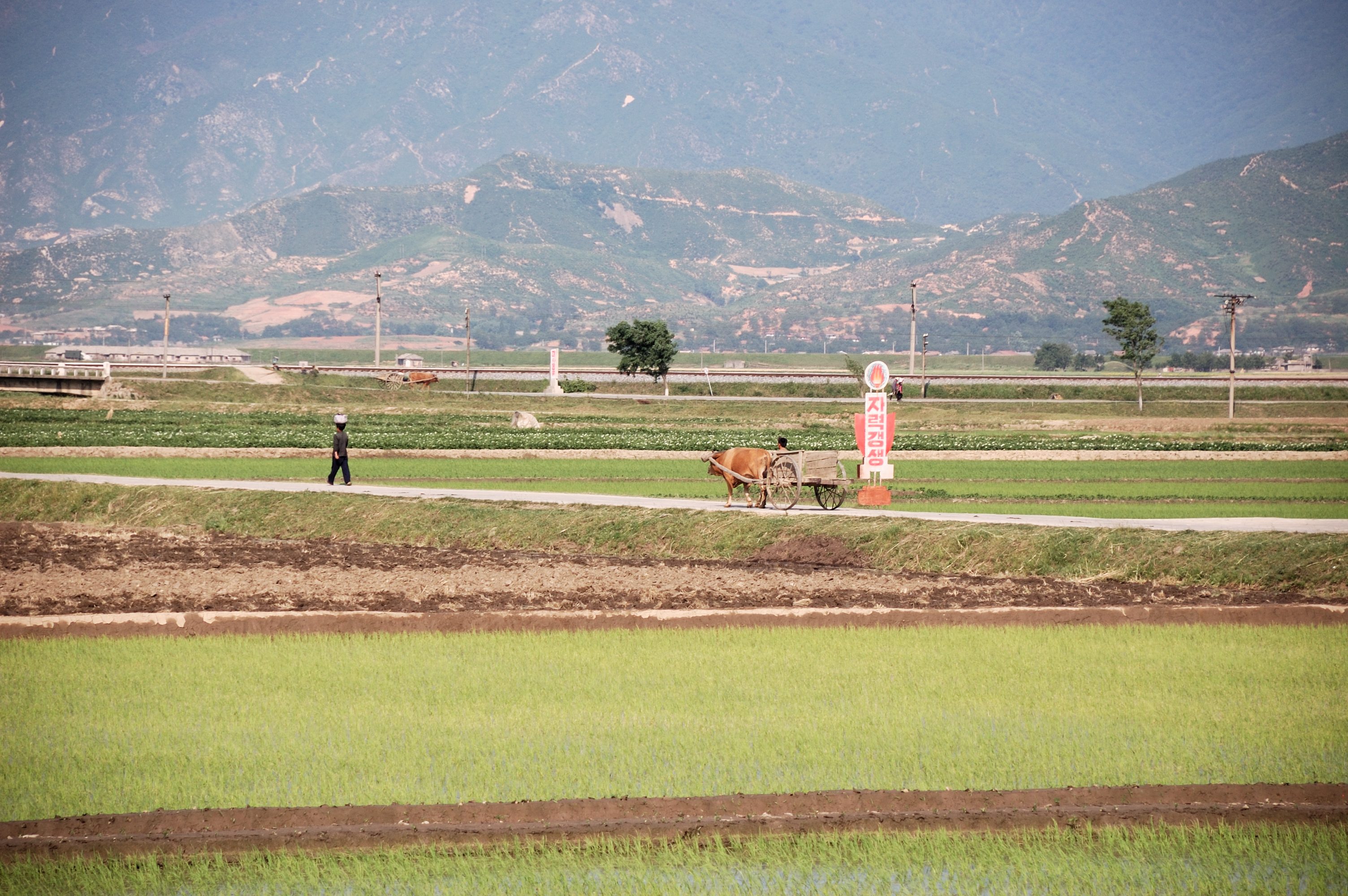
Coopérative fermière à Anbyon.

Anbyŏn (안변군 ; 安邊郡) est un arrondissement de Corée du Nord situé dans la province du Kangwŏn.

## Divisions administratives
L'arrondissement d'Anbyŏn est constitué d'une cité (ŭp), deux districts pour travailleurs (rodongjagu) et de vingt-huit villages (ri).

### Cité
- Anbyŏn (안변읍 ; 安邊邑)

### Districts pour travailleurs
- Apkang (앞강노동자구 ; 앞강勞動者區), anciennement Chungang (중앙리 ; 中央里)
- Ryongdae (룡대노동자구 ; 龍大勞動者區)

### Villages
- Ch'ŏnsam (천삼리 ; 泉三里)
- Chungp'yŏng (중평리 ; 中坪里)
- Hakch'ŏn (학천리 ; 鶴川里)
- Hwasan (화산리 ; 花山里)
- Kwap'yŏng (과평리 ; 果坪里)
- Mihyŏn (미현리 ; 美峴里)
- Mop'ung (모풍리 ; 茅豊里)
- Munsu (문수리 ; 文須里)
- Naesan (내산리 ; 內山里)
- Namgye (남계리 ; 南溪里)
- Ogye (오계리 ; 梧溪里)
- Ok (옥리 ; 玉里)
- Paehwa (배화리 ; 培花里)
- Paeyang (배양리 ; 培養里)
- Pisan (비산리 ; 比山里)
- Pongsan (봉산리 ; 峰山里)
- P'unghwa (풍화리 ; 豊花里)
- Ryŏngsin (령신리 ; 靈新里)
- Ryongsŏng (룡성리 ; 龍城里)
- Ryukhwa (륙화리 ; 六瓦里)
- Samsŏng (삼성리 ; 三成里)
- Sangŭm (상음리 ; 桑陰里)
- Sap'yŏng (사평리 ; 沙坪里)
- Sinhwa (신화리 ; 新花里)
- Songsan (송산리 ; 松山里)
- Suraktong (수락동리 ; 水落洞里)
- Tongp'o (동포리 ; 東浦里)
- Wŏlrang (월랑리 ; 月浪里)

## Historique des députations de la circonscription d'Anbyŏn (476e)
- XIème législature (2003-2009) : Chang Myung Hak (Hangeul:장명학)
- XIIème législature (2009-2014) : Kang Pyung Hu (Hangeul: 강병후 Hanja:姜秉厚)
- XIIIème législature (2014-2019) : Han Pyung Man (Hangeul: 한병만)